# Stanley Schlarman
Stanley Girard Schlarman (ur. 27 lipca 1933 w Belleville, Illinois, zm. 28 kwietnia 2025 w Mascoutah) – amerykański duchowny katolicki, biskup Dodge City w latach 1983–1998.

## Życiorys
Brat jego dziadka Joseph Henry Leo Schlarman był w latach 1930–1951 biskupem Peorii. Jako kleryk został wysłany na studia do Rzymu. Tam też otrzymał święcenia kapłańskie 13 lipca 1958 z rąk abp. Luigiego Traglii. Inkardynowany został do rodzinnej diecezji Belleville.
13 marca 1979 papież Jan Paweł II mianował go biskupem pomocniczym Belleville ze stolicą tytularną Capreae. Sakry udzielił mu jego ówczesny zwierzchnik bp William Michael Cosgrove. 
1 marca 1983 mianowany ordynariuszem Dodge City. Z funkcji tej zrezygnował 12 maja 1998.